# Máxima parcimônia

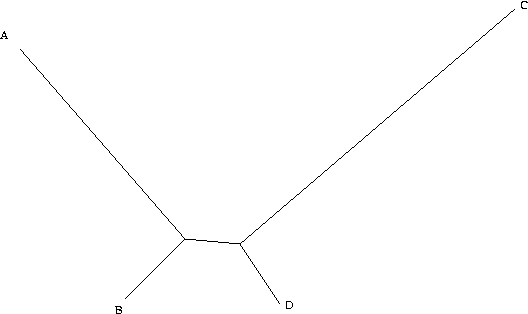
Um exemplo de atração de ramificações longas. Se os ramos A e C tiverem um número alto de substituições na "árvore verdadeira" (presumida, nunca realmente conhecida, exceto em simulações), a parcimônia poderá interpretar mudanças paralelas como sinapomorfias e agrupar A e C juntos.

Na filogenética, máxima parcimônia é um critério de otimização sob o qual a árvore filogenética que possuir a menor mudança evolutiva para explicar os dados observados deve ser preferida. Sob o critério de parcimônia máxima, a melhor árvore minimizará a quantidade de homoplasia (isto é, evolução convergente, evolução paralela e reversões evolutivas). Em outras palavras, sob esse critério, a árvore mais simples possível que explica os dados é considerada melhor. O princípio é semelhante a navalha de Occam, que afirma que a melhor hipótese para explicar um processo é aquela que requer o menor número de suposições. Algumas das idéias básicas por trás da máxima parcimônia foram apresentadas por James S. Farris  em 1970 e Walter M. Fitch em 1971. 
A parcimônia máxima é um critério intuitivo e simples, e é popular por esse motivo. No entanto, embora seja fácil classificar uma árvore filogenética (contando o número de alterações no estado do caractere), não há algoritmo para gerar rapidamente a árvore mais parcimoniosa. Em vez disso, a árvore mais parcimoniosa deve ser procurada dentre todas as árvores possíveis. Para um pequeno número de táxons (ou seja, menos de 9), é possível fazer uma pesquisa exaustiva, na qual todas as árvores possíveis são pontuadas e a melhor é selecionada. De 9 a 20 táxons, geralmente será preferível usar o método branch and bound, o que também garante a identificação da melhor árvore. Para um maior número de táxons, uma pesquisa heurística deve ser realizada. 
Como a árvore mais parcimoniosa é sempre a menor árvore possível, isso significa que - em comparação com a árvore "verdadeira" que realmente descreve a história evolutiva dos organismos em estudo - a "melhor" árvore  de acordo com o critério de máxima parcimônia muitas vezes subestima a real mudança evolutiva ocorrida. Além disso, a máxima parcimônia não é estatisticamente consistente. Assim, não é garantido produzir uma árvore verdadeira com alta probabilidade, mesmo fornecendo informações suficientes. Como demonstrado em 1978 por Joe Felsenstein, a máxima parcimônia pode ser inconsistente sob certas condições, como a atração por ramificações longas. Desse modo, qualquer algoritmo filogenético também pode ser estatisticamente inconsistente caso o modelo empregado para calcular a árvore filogenética não corresponder exatamente à maneira como a evolução ocorreu no clado. Portanto, embora a consistência estatística seja uma propriedade teórica interessante, está fora do domínio da testabilidade e é irrelevante para os estudos filogenéticos empíricos. 

## Em detalhe
Parcimônia é parte de uma classe de métodos de estimação de árvore baseado em caracteres que usa uma matriz de caracteres filogenéticos discretos para inferir uma ou mais árvores filogenéticas ótimas para um conjunto de táxons, comumente um conjunto de espécies ou populações isoladas-reprodutivamente de uma única espécie. Estes métodos funcionam avaliando árvores filogenéticas candidatas de acordo com um critério de optimalidade explícito; a árvore com a pontuação mais favorável é tida como a melhor estimativa das relações filogenéticas dos táxons incluídos. A máxima parcimônia é usada com a maioria dos tipos de dados filogenéticos; até recentemente, era o único método de estimativa de árvore baseado em caracteres que era amplamente utilizado para dados morfológicos.
A estimativa de Filogenias não é um problema trivial. Um grande número de árvores filogenéticas possíveis existem para qualquer conjunto com um tamanho razoável de táxons; por exemplo, com apenas dez espécies se tem mais de dois milhões de árvores não enraizadas possíveis. Essas possibilidades devem ser pesquisadas para se encontrar uma árvore que melhor se ajuste aos dados de acordo com o critério de optimalidade. No entanto, os próprios dados não levam a uma solução simples, aritmética para o problema. Idealmente, seria de esperar a distribuição de quaisquer caracteres evolutivos, (tais como traços fenotípicos ou alelos) seguindo diretamente o padrão de ramificação da evolução. Assim, podemos dizer que, se dois organismos possuem um caractere comum, eles devem ser mais estreitamente relacionados entre si do que para um terceiro organismo que não tem esse caractere (desde que esse caractere não estava presente no último ancestral comum de todos os três, caso em que seria uma simplesiomorfia). Iríamos prever que os morcegos e macacos estão mais estreitamente relacionados entre si do que qualquer um deles está para um peixe, porque ambos possuem pelos—uma sinapomorfia. No entanto, não podemos dizer que os morcegos e macacos estão mais estreitamente relacionados entre si do que estão com as baleias porque compartilham de pelo, porque acreditamos que o último ancestral comum dos três tinha pelo.
No entanto, os fenômenos de evolução convergente, evolução paralela e reversões evolutivas (coletivamente denominadas homoplasia) adicionam um enrugamento desagradável para o problema de estimação da filogenia. Por uma série de razões, dois organismos podem possuir uma característica que não está presente no seu último ancestral comum: Se nós ingenuamente tomássemos em conta a presença desta característica como evidência de um relacionamento, iríamos reconstruir uma árvore incorreta. Dados filogenéticos reais incluem homoplasia substancial, com diferentes partes de dados que sugerem por vezes relacionamentos muito diferentes. Métodos utilizados para estimar as árvores filogenéticas são explicitamente destinados a resolver o conflito nos dados, escolhendo a árvore filogenética que é o melhor ajuste para todos os dados globais, aceitando que alguns dados não vão se encaixar. Muitas vezes se acredita erroneamente que a parcimônia assume que a convergência é rara; na verdade, mesmo características derivadas de convergência  têm algum valor em análise filogenética baseada em máxima parcimônia, e a prevalência da convergência não afeta de forma sistemática o resultado de métodos baseados em parcimônia.
Os dados que não se encaixam perfeitamente uma árvore não são apenas "ruído", eles podem conter sinal filogenético relevante em algumas partes de uma árvore, mesmo que entre em conflito com a árvore em geral.